# 洲本郵便局
洲本郵便局（すもとゆうびんきょく）は、兵庫県洲本市にある郵便局。民営化前の分類では集配普通郵便局であった。

## 概要
住所：〒656-8799 兵庫県洲本市本町三丁目1番34号

## 沿革
- 1873年（明治6年） - 須本郵便取扱所として開設[1]。
- 1874年（明治7年） - 州本郵便取扱所に改称。
- 1875年（明治8年）1月1日 - 州本郵便局（三等）となる。翌日より為替取扱を開始。
- 1879年（明治12年） - 貯金取扱を開始。
- 1889年（明治22年）10月16日 - 州本郵便電信局となる。
- 1903年（明治36年）4月1日 - 通信官署官制の施行に伴い州本郵便局となる。
- 19xx年 - 洲本郵便局に改称。
- 1959年（昭和34年）3月27日 - 電話通話および和文電報受付事務の取扱を開始[2]。
- 1967年（昭和42年）7月3日 - 洲本市内通町から同市汐見町へ移転。
- 1996年（平成8年）7月1日 - 外国通貨の両替および旅行小切手の売買に関する業務取扱を開始。
- 2007年（平成19年）3月5日 - 由良郵便局から「656-25xx」区域の集配業務を移管[3]。
- 2007年（平成19年）10月1日 - 民営化に伴い、併設された郵便事業洲本支店に一部業務を移管。
- 2012年（平成24年）10月1日 - 日本郵便株式会社発足に伴い、郵便事業洲本支店を洲本郵便局に統合。

## 取扱内容
- 郵便、印紙、ゆうパック、内容証明
- 貯金、為替、振替、振込、国際送金、外貨両替・トラベラーズチェック、国債、投資信託
- 生命保険、バイク自賠責保険、自動車保険
- 地方公共団体事務（兵庫県住宅再建共済基金利用申込取次事務）
- ゆうちょ銀行ATM
- 洲本市内のうち、安乎（あいが）、納、鮎屋、五色町の各地区を除く区域（〒656-00xx, 656-25xx）の集配業務
- ゆうゆう窓口

## 周辺
- 洲本市役所
- 洲本警察署
- 洲本市立洲本第二小学校・洲本市立洲本幼稚園
- 洲本八幡神社
- 厳島神社

## アクセス
- 洲本バスセンター、洲本港から南へ約600m
- 駐車場あり：9台